# Shavkat Raimqulov
Shavkat Raimqulov (en ruso: Шавкат Раимкулов; Angren, RSS de Uzbekistán, 7 de mayo de 1984) es un exfutbolista de Uzbekistán que jugaba en la posición de defensa.

## Carrera

### Club
| Periodo   | Club              |
| --------- | ----------------- |
| 2000–2001 | Semurg Angren     |
| 2002      | Zarafshon Navoi   |
| 2003–2004 | Traktor Tashkent  |
| 2005–2006 | Navbahor Namangan |
| 2007      | FK Andijan        |
| 2008–2009 | FC Bunyodkor      |
| 2010      | Shurtan Guzar     |
| 2011      | FK Andijan        |
| 2012      | Nasaf Qarshi      |
| 2013      | Shurtan Guzar     |
| 2013      | FC Oqtepa         |
| 2014      | FK Bukhoro        |

### Selección nacional
Jugó para Uzbekistán en dos ocasiones de 2004 a 2009 y participó en la Copa Asiática 2004.

## Logros
- Uzbek League (2): 2008, 2009
- Uzbek Cup (1): 2008